# مجمع الملك سلمان العالمي للصناعات والخدمات البحرية
مجمع الملك سلمان العالمي للصناعات والخدمات البحرية هو حوض لبناء السفن ومنصات الحفر البحرية يقع مقره في رأس الخير بالقرب من مدينة الجبيل الصناعية على الساحل الشرقي للسعودية. المجمع تحت الإنشاء حاليا، ومن المتوقع أن تبدأ عمليات الإنتاج الرئيسية في نهاية عام 2018 على أن تكتمل القدرة الإنتاجية للمجمع في عام 2022. ويعدّ أكبر مجمع للصناعات البحرية في السعودية، والأكبر على مستوى الشرق الأوسط وشمال افريقيا من حيث القدرة الإنتاجية والنطاق.
- الشركة العالمية للصناعات البحرية ، (IMI) مقرها مدينة رأس الخير وقامت أرامكو بإنشاء عام 2017 وتملكها بنسبة 51% وباقي شركة بحري تمتلك من أسهم 19.9% و شركة هيونداي تملك 19.9% وشركة لامبريل تمتلك 9.2%.
- تعود ملكية مجمع ملك سلمان العالمي للصناعات و الخدمات البحرية و شركة العالمية للصناعات البحرية إلى أرامكو السعودية.
- https://www.imi-ksa.com/ar/

## التاريخ
بدأت شركة أرامكو السعودية في عمل دراسات لإنشاء مجمع عملاق للصناعات البحرية في رأس الخير مطلع العام 2013. وقد وقعّت أرامكو السعودية مذكرة تفاهم لإنشاء المجمع بالتعاون مع الشركة الوطنية السعودية للنقل البحري، وشركة هيونداي للصناعات الثقيلة، وشركة لامبريل كشركاء أساسيين، كذلك وقعت أرامكو عقدا مع تحالف من شركتي أركيرودن السعودية المحدودة، وهوتا هيجيرفيلد إيه جي السعودية، للقيام بأعمال الحفر واستصلاح الأراضي وتوفير الهياكل البحرية لمشروع المجمع. وسيعمل المقاولون على أعمال والاستصلاح لما يقرب من 37 مليون متر مكعب من التربة وتحسين أراضٍ تبلغ مساحتها 7.4 مليون متر مربع، بالإضافة إلى بناء 4,500 متر طولي من الأرصفة البحرية الخرسانية و12,000 متر طولي من الصخور وحواجز الأمواج لحماية المجمع. أيضا وقعت أرامكو السعودية مذكرة تفاهم مع شركة ماكديرموت إنترناشيونال لتقديم خدمات الهندسة والشراء والإنشاء والتركيب المتكاملة للمنصات البحرية ليخدم مشاريع النفط والغاز التطويرية في الأسواق الآخذة في النمو.
وتم تدشين المشروع في 29 نوفمبر 2016، وإطلق عليه اسم «مجمع الملك سلمان العالمي للخدمات البحرية» ووضع الملك سلمان بن عبد العزيز، حجر الأساس له. ومن المتوقع أن تتجاوز كلفة المجمع 20 بليون ريال أي 5.33 بليون دولار. وتسعى أرامكو السعودية والشركة الوطنية السعودية للنقل البحري للاستفادة من أعمالهما الآخذة في التوسع لتسريع جهود توطين الصناعة والخدمات البحرية الناشئة والواعدة في السعودية ومنظومة التوريد المرتبطة بها. وسوف يساهم المجمع بأكثر من 17 مليار دولار في الناتج المحلي الإجمالي للسعودية، والحد من واردات المعدات والخدمات البحرية بقيمة تصل إلى 12 مليار دولار، وتوليد فرص عمل مباشرة وغير مباشرة تزيد عن 80 ألف وظيفة بحلول 2030.

## مناطق المجمع
تبلغ مساحة المجمع خمسة كيلومترات مربعة وتمتد لمسافة أربعة كيلومترات على الساحل الشرقي لرأس الخير. ويتكون من أربع مناطق تشغيلية والتي تضم سبعة أحواض جافة و17 رصيفًا بحريًا من مختلف الأنواع. وتم تخصيص المنطقة الأولى، لإصلاح وصيانة السفن والحفارات، وتشمل ثلاثة أحواض جافة و12 مرسًى للسفن وورش عمل مجهزة بالكامل لجميع أعمال الصيانة والترميم تصل طاقتها ما يفوق إصلاح 15 حفارة و130 سفينة سنوياً، وكذلك تشمل إصلاح ناقلات للنفط الخام العملاقة.
أما المنطقة الثانية، وهي الخاصة بسفن المساندة البحرية، فتقدر طاقتها الإنتاجية ما يصل إلى بناء 25 وإصلاح 115 سفينة من سفن المساندة البحرية سنوياً، وستتألف هذه المنطقة من 9 مراسي برية بالإضافة إلى ورش كاملة التجهيز لإصلاح السفن.
أما المنطقة الثالثة، الأكبر من حيث المساحة، وهي خاصة ببناء السفن التجارية، وتوفر إمكانية بناء جميع أنواع السفن باستخدام أحدث أساليب الإنتاج في هذا المجال، وتتألف هذه المنطقة من ثلاثة أحواض جافة و6 مراسي كاملة التجهيز. وتصل الطاقة الإنتاجية السنوية لهذه المنطقة إلى ثلاثة ناقلات للنفط الخام العملاقة و15 سفينة تجارية من أنواع مختلفة.
أما المنطقة الرابعة، وهي منطقة الأعمال البحرية، فتوفر إمكانية بناء ما يفوق إحدى عشرة منصة بحرية ثابتة وأربع منصات حفر كل سنة. وتشمل هذه المنطقة على حوض جاف لبناء أجهزة الحفر وقدرة تحميل تصل إلى 10 آلاف طن. ومن المتوقع أن يبدأ الإنتاج المبدئي للمجمع في نوفمبر 2018، تليها تشغيل منطقة أجهزة الحفر في فبراير 2019، وتشغيل منطقة بناء السفن في عام 2020 وتشغيل منطقة أعمال الصيانة والترميم في عام 2021 على أن تكتمل القدرة الإنتاجية بحلول عام 2022.